# Nèmesis

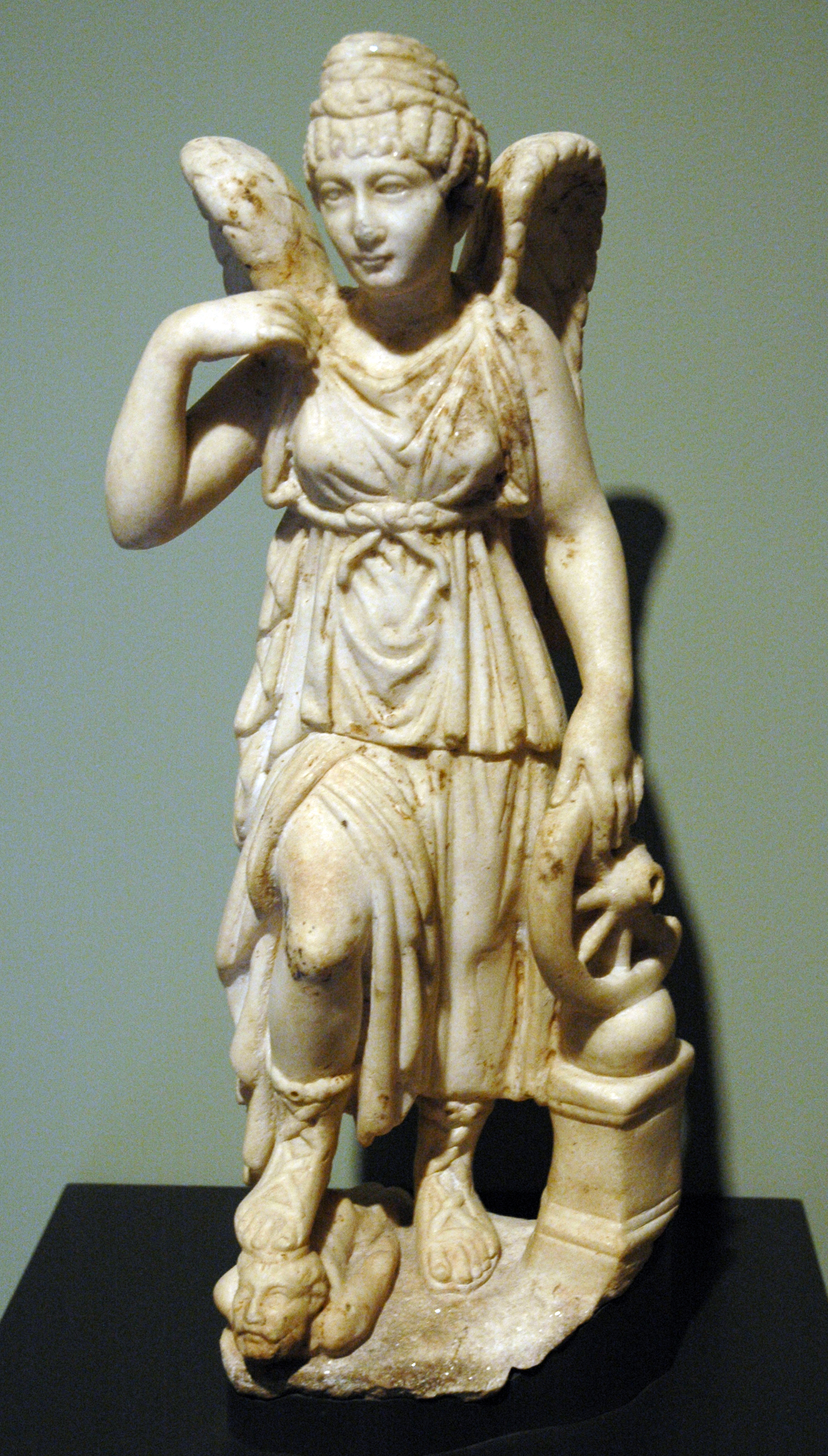
Nèmesis.

Nèmesis(llatí Nĕmĕsis, grec antic Νέμεσις Némesis) fou, segons la mitologia grega, una divinitat, filla de Nix (o de Zeus i de Temis, o d'Èreb i Ocèan, segons altres genealogies), i generalment descrita com la filla de la nit. També rebia el sobrenom d'Adrastea ("La indefugible").
Personificació de la venjança, representava també la justícia divina, l'equilibri, la fortuna i el càstig de les culpes. Era la personificació de la reverència per la llei. Heròdot la descriu com una divinitat fatal que dirigia els afers humans per restaurar-ne l'equilibri.
Fou objecte de culte generalitzat i tenia santuaris en diversos indrets, entre els quals destacava el de Ramnunt, a l'Àtica. També tenia un altar al Capitoli de Roma, on la consideraven sobretot una divinitat guerrera i era invocada pels exèrcits abans de començar la campanya.
Com a divinitat se li atribueix un mite: estimada per Zeus, Nèmesis vol evitar caure en braços del déu, i pren mil formes diferents, per acabar transformant-se en oca. Però Zeus es transforma en cigne i s'uneix amb ella. Nèmesis va pondre un ou, que els pastors van recollir i van donar a Leda. D'aquest ou en van sortir Hèlena i els Dioscurs.
Nèmesis personifica la "venjança divina", que de vegades castiga el crim, com les Erínies, però la concepció més freqüent és que Nèmesis s'encarrega d'eliminar qualsevol desmesura, com per exemple l'excés de felicitat dels mortals, l'orgull dels reis, i coses semblants. Tot allò que sobresurt de la seva condició, tant per a bé com per a mal, està exposat a les represàlies dels déus perquè pot trastocar l'ordre del món, i posa en perill l'equilibri universal. Per això, Cresos, massa feliç pel seu poder i les seves riqueses, és conduït per Nèmesis a lluitar contra Cir, que l'acaba portant a la ruïna.
Al santuari de Ramnunt Nèmesis hi tenia una estàtua que havia esculpit Fídies d'un bloc de marbre de Paros que havien portat els perses per fer-ne un trofeu quan haguessin conquerit Atenes. Massa segurs de la seva victòria, no van conquerir la ciutat. La Nèmesis de Ramnunt va ser invocat per l'exèrcit d'Atenes a Marató.